# Windows 10 Mobile
Windows 10 Mobile — версия операционной системы семейства Windows, предназначенная для мобильных устройств с диагональю экрана до девяти дюймов. Основная задача системы — обеспечить более тесную синхронизацию с версией Windows для персональных компьютеров: обновление контента, поддержка новых универсальных приложений и возможность подключения устройств к внешнему монитору. Благодаря этому смартфон на Windows 10 Mobile можно использовать в качестве ПК с привычным интерфейсом, поддержкой мыши и клавиатуры. Смартфоны на Windows Phone 8.1 могут быть обновлены до Windows 10 Mobile. Некоторые функции могут отличаться в зависимости от аппаратной совместимости.
С 24 января 2018 года активная разработка была прекращена, 10 декабря 2019 года закончилась основная фаза поддержки для Fall Creators Update (1709/10.0.15254.xxx).
А также 9 января 2018 года поддержка для самой первой версии 1511/10.0.10586.xxx и 9 октября 2018 года поддержка 10.0.14393.ххх, и включая 11 июня 2019 года Creators Update (1703/10.0.15063.xxx) всех версий ОС уже перестали поддерживаться, и больше не получают новые обновления.
14 января 2020 года Microsoft окончательно прекратила поддержку Windows 10 Mobile, в связи с финальным и последним патчем Fall Creators Update, и включая Microsoft Store из сторонних приложений, уже давно перестали поддерживаться после 31 декабря 2019 года.

## Разработка
Компания Microsoft начала создавать единую экосистему на базе ОС Windows в 2012 году. На Build Microsoft представила концепцию «универсальных» приложений Windows, при создании которых использован единый код и интерфейс для всех версий Windows. Пользовательские данные и лицензии для приложения также могут быть разделены между несколькими платформами. С 12 февраля 2015 года ведётся открытое бета-тестирование системы в рамках программы Windows Insider. На 2015 Build Microsoft представила инструмент, который облегчит портирование Android- и iOS-приложений на Windows 10 Mobile, а также экспериментальный порт Win-32. Первоначально планировалось, что операционная система будет включать среду исполнения для обеспечения Android (Project «Astoria»), что позволит адаптировать программы, написанные на Java и C++, для использования в ОС Windows 10. Однако в начале 2016 Microsoft объявила о том, что проект «Astoria» закрыт. Но остается актуальным проект «Islandwood», позволяющий перекомпилировать приложения, изначально написанные для iOS, под Windows 10 и Windows 10 Mobile. Первым перекомпилированным приложением стал Instagram, доступный на Windows 10 и Mobile. Также в Windows Store опубликована бета-версия Facebook Messenger.

## Нововведения
- Меню «Пуск», список приложений и диспетчер задач получили поддержку фонового изображения.
- Недавно установленные приложения теперь отображаются вверху списка.
- Интерактивные уведомления: возможность ответить на сообщение из центра уведомлений, не открывая приложение.
- Больше быстрых настроек в центре уведомлений.
- Появилась возможность перемещать курсор с помощью «Контроллера курсора».
- Переработанное приложение настроек.
- Новое приложение «Проводник» для просмотра файловой системы и браузер Microsoft Edge, заменивший Internet Explorer.
- Обновлённые стандартные приложения Windows.
- Функция Continuum, позволяющая использовать смартфон как замену полноценного компьютера в повседневных задачах, таких как работа с пакетом MS Office, воспроизведение мультимедиа и запуск приложений, поддерживаемых Windows 10 Mobile.
- Обновлённый пакет программ Office Mobile (однако теперь редактирование документов доступно только по подписке на Office 365).
- Добавлен режим управления смартфоном одной рукой. Он активируется зажатием кнопки «Пуск».
- Добавлена поддержка Windows Hello.
- Обновленный голосовой помощник Cortana.
- Поддержка разъема USB Type-C и OTG.
- Поддержка gapless (беспрерывное воспроизведение музыки).
- Новый магазин Windows Store, который заменил Windows Phone Store и теперь содержит в себе новые универсальные приложения, музыку и фильмы.
- Возможность масштабировать интерфейс.
- Skype встроен в стандартное приложение сообщений.
- Режим «Для разработчиков» позволяет устанавливать неопубликованные приложения без необходимости регистрировать смартфон через специальную программу.
- Выход из учётной записи Microsoft без сброса настроек.

## Редакции
Windows 10 Мобильная — версия для смартфонов и небольших планшетов
Windows 10 Мобильная корпоративная — вариант корпоративной версии, адаптированный под мобильные устройства и тач с усиленной безопасностью
| Компоненты                                                                            | Mobile                                            | Mobile Корпоративная                                            |
| ------------------------------------------------------------------------------------- | ------------------------------------------------- | --------------------------------------------------------------- |
| Настраиваемый пользователем экран «Пуск» и центр уведомлений                          | Да                                                | Да                                                              |
| Голос, сенсорное управление и жесты                                                   | Да                                                | Да                                                              |
| Continuum для телефона1                                                               | Да                                                | Да                                                              |
| Кортана2                                                                              | Да                                                | Да                                                              |
| Microsoft Edge с режимом чтения, чтение PDF                                           | Да                                                | Да                                                              |
| Предустановленные электронная почта Outlook, Календарь, Office и OneDrive для бизнеса | Да                                                | Да                                                              |
| Удаленный рабочий стол                                                                | Да                                                | Да                                                              |
| Управление мобильными устройствами                                                    | Да                                                | Да                                                              |
| Условный доступ                                                                       | Да                                                | Да                                                              |
| Магазин Windows для бизнеса                                                           | Да                                                | Да                                                              |
| Загрузка неопубликованных бизнес-приложений                                           | Не более 20 самостоятельно подписанных приложений | Неограниченное количество самостоятельно подписанных приложений |
| AppLocker                                                                             | Да                                                | Да                                                              |
| Динамическое предоставление                                                           | Да                                                | Да                                                              |
| Ограниченный доступ                                                                   | Да                                                | Да                                                              |
| Фоновые приложения для Интернета вещей                                                | Да                                                | Да                                                              |
| Управление обновлениями                                                               | Нет                                               | Да                                                              |
| Current Branch for Business                                                           | Нет                                               | Да                                                              |
| Управление телеметрией                                                                | Нет                                               | Да                                                              |
| Надежная загрузка                                                                     | Да                                                | Да                                                              |
| Аппаратная защита учетных данных                                                      | Да                                                | Да                                                              |
| BitLocker                                                                             | Да                                                | Да                                                              |
| Windows Hello3                                                                        | Да                                                | Да                                                              |
| Устройство-компаньон для Windows Hello4                                               | Да                                                | Да                                                              |
| Поддержка биометрии                                                                   | Да                                                | Да                                                              |
| Присоединение устройства к домену Azure AD и единый вход в облачные приложения        | Да                                                | Да                                                              |
| Windows Information Protection5                                                       | Да                                                | Да                                                              |
| Разделение и ограничение распространения данных                                       | Да                                                | Да                                                              |
| Device Guard                                                                          | Да                                                | Да                                                              |
| Сеть VPN, включаемая приложением                                                      | Да                                                | Да                                                              |
| Сертификаты FIPS 140 и Common Criteria6                                               | Да                                                | Да                                                              |

Примечания:
- 1 Ограничивается телефонами, поддерживающими Continuum. Внешний монитор должен поддерживать вход HDMI. Возможности приложений могут отличаться. Могут потребоваться совместимые с Continuum аксессуары, продающиеся отдельно;
- 2 Личный помощник Кортана доступен только в некоторых странах. Особенности его работы зависят от региона и устройства;
- 3 Для использования Windows Hello с биометрическими данными требуется специализированное оборудование, включая считыватель отпечатков пальцев, ИК-датчик с подсветкой и другие биометрические датчики. Для аппаратной защиты учетных данных и ключей Windows Hello необходим TPM 1.2 или более поздней версии. Если TPM отсутствует или не настроен, будет применяться программная защита учетных данных и ключей;
- 4 Устройства-компаньоны должны подключаться к компьютерам с Windows 10 по Bluetooth. Для использования устройства-компаньона для Windows Hello, поддерживающего межсетевое взаимодействие с учетными данными Windows Hello, требуется версия Pro или Корпоративная на компьютере с Windows 10, на который выполняется вход;
- 5 Windows Information Protection (ранее — средства защиты корпоративных данных (EDP)) предполагает использование управления мобильными устройствами (MDM) или System Center Configuration Manager для настройки параметров. Active Directory упрощает задачи управления, но не является обязательным компонентом;
- 6 Корпорация Microsoft получила сертификат Common Criteria для Windows 10 Mobile, используемой на Lumia 950, 950 XL, 550 и 635, что гарантирует пользователям правильное внедрение механизмов управления безопасностью и криптографии.

## Системные требования
Минимальные требования для Windows 10 Mobile почти аналогичны Windows Phone 8:
Смартфоны с 512 Мб ОЗУ до версии релиза обновлены не будут. Но могут неофициально обновиться, используя подмену под модель с 1 ГБ ОЗУ.
В конце мая 2016 года Microsoft обновила требования к аппаратной части устройств, на которые можно установить Windows 10 Mobile. Диагональ экрана устройств может достигать девяти дюймов.
| Разрешение экрана | ОЗУ  | Внутренняя память                                                                    | Процессор |
| ----------------- | ---- | ------------------------------------------------------------------------------------ | --- |
| 960×540 и выше    | 1 Гб | Для запуска Windows 10 Mobile необходимы устройства с 8 Гб и более внутренней памяти | Windows 10 Mobile поддерживает ARM-платформу Snapdragon от Qualcomm, добавив поддержку для 208, 210, 615, 617, 625, 808, 810, 820 и 835. Разработка Windows 10 Mobile x86 была начата для Intel Atom x3 (IA-32 архитектура). Atom x3 был указан на странице Minimum hardware requirements для Windows 10 Mobile в 2015 году. Поддержка этой модели была исключена из минимальных требований к системе для Windows 10 Mobile версии 1607. На данный момент другие модели SoC IA-32 архитектуры (x86, x64) не упомянуты Microsoft, как совместимые. Некоторые источники ошибочно упоминают поддержку Intel Cherry Trail (Atom x5/х7) и AMD Carrizo/Carrizo-L для Windows 10 Mobile со ссылкой на этот слайд, рассказывающий обо всех Windows 10 изданиях, показанный на WinHEC 2015. Хотя некоторые чипы поддерживают 64-разрядные расширения, в данный момент Windows 10 Mobile поддерживает только работу в 32-разрядном режиме. Фразой «even our phones will soon have a 64-bit operating system» (даже наши телефоны скоро будут иметь 64-битную операционную систему) Microsoft дала понять, что работа над 64-разрядной версией ОС уже ведётся. |
| 1440×900 и выше   | 2 Гб | Для запуска Windows 10 Mobile необходимы устройства с 8 Гб и более внутренней памяти | Windows 10 Mobile поддерживает ARM-платформу Snapdragon от Qualcomm, добавив поддержку для 208, 210, 615, 617, 625, 808, 810, 820 и 835. Разработка Windows 10 Mobile x86 была начата для Intel Atom x3 (IA-32 архитектура). Atom x3 был указан на странице Minimum hardware requirements для Windows 10 Mobile в 2015 году. Поддержка этой модели была исключена из минимальных требований к системе для Windows 10 Mobile версии 1607. На данный момент другие модели SoC IA-32 архитектуры (x86, x64) не упомянуты Microsoft, как совместимые. Некоторые источники ошибочно упоминают поддержку Intel Cherry Trail (Atom x5/х7) и AMD Carrizo/Carrizo-L для Windows 10 Mobile со ссылкой на этот слайд, рассказывающий обо всех Windows 10 изданиях, показанный на WinHEC 2015. Хотя некоторые чипы поддерживают 64-разрядные расширения, в данный момент Windows 10 Mobile поддерживает только работу в 32-разрядном режиме. Фразой «even our phones will soon have a 64-bit operating system» (даже наши телефоны скоро будут иметь 64-битную операционную систему) Microsoft дала понять, что работа над 64-разрядной версией ОС уже ведётся. |
| 2048×1152 и выше  | 3 Гб | Для запуска Windows 10 Mobile необходимы устройства с 8 Гб и более внутренней памяти | Windows 10 Mobile поддерживает ARM-платформу Snapdragon от Qualcomm, добавив поддержку для 208, 210, 615, 617, 625, 808, 810, 820 и 835. Разработка Windows 10 Mobile x86 была начата для Intel Atom x3 (IA-32 архитектура). Atom x3 был указан на странице Minimum hardware requirements для Windows 10 Mobile в 2015 году. Поддержка этой модели была исключена из минимальных требований к системе для Windows 10 Mobile версии 1607. На данный момент другие модели SoC IA-32 архитектуры (x86, x64) не упомянуты Microsoft, как совместимые. Некоторые источники ошибочно упоминают поддержку Intel Cherry Trail (Atom x5/х7) и AMD Carrizo/Carrizo-L для Windows 10 Mobile со ссылкой на этот слайд, рассказывающий обо всех Windows 10 изданиях, показанный на WinHEC 2015. Хотя некоторые чипы поддерживают 64-разрядные расширения, в данный момент Windows 10 Mobile поддерживает только работу в 32-разрядном режиме. Фразой «even our phones will soon have a 64-bit operating system» (даже наши телефоны скоро будут иметь 64-битную операционную систему) Microsoft дала понять, что работа над 64-разрядной версией ОС уже ведётся. |
| 2560×2048 и выше  | 4 Гб | Для запуска Windows 10 Mobile необходимы устройства с 8 Гб и более внутренней памяти | Windows 10 Mobile поддерживает ARM-платформу Snapdragon от Qualcomm, добавив поддержку для 208, 210, 615, 617, 625, 808, 810, 820 и 835. Разработка Windows 10 Mobile x86 была начата для Intel Atom x3 (IA-32 архитектура). Atom x3 был указан на странице Minimum hardware requirements для Windows 10 Mobile в 2015 году. Поддержка этой модели была исключена из минимальных требований к системе для Windows 10 Mobile версии 1607. На данный момент другие модели SoC IA-32 архитектуры (x86, x64) не упомянуты Microsoft, как совместимые. Некоторые источники ошибочно упоминают поддержку Intel Cherry Trail (Atom x5/х7) и AMD Carrizo/Carrizo-L для Windows 10 Mobile со ссылкой на этот слайд, рассказывающий обо всех Windows 10 изданиях, показанный на WinHEC 2015. Хотя некоторые чипы поддерживают 64-разрядные расширения, в данный момент Windows 10 Mobile поддерживает только работу в 32-разрядном режиме. Фразой «even our phones will soon have a 64-bit operating system» (даже наши телефоны скоро будут иметь 64-битную операционную систему) Microsoft дала понять, что работа над 64-разрядной версией ОС уже ведётся. |

## История версий
Представлены публичные релизы ветки обновления Threshold, а также бета-версии Redstone
| Версия                     | Дата выпуска | Заметки |  |
| -------------------------- | --- | --- |  |
| 10.0.10586.0 Версия 1511   | Публичный релиз: 8 ноября 2015 | Общий пользовательский опыт - Сборка для работы на телефоне с поддержкой Continuum - Сборка для работы на телефоне с поддержкой Windows Hello |  |
| 10.0.10586.29 Версия 1511  | Ранний доступ: 4 декабря 2015 Поздний доступ: 4 декабря 2015 Публичный релиз: 8 декабря 2015                                           | Исправление ошибок - Дополнительные улучшения в обновлении опыта, в том числе устройств с ограниченным свободным пространством, карта рендеринга на обновление и поддержкой RCS настроек устройства. - Улучшенная обратная совместимость приложений для Windows Phone 8.1 Silverlight-приложений. - Производительность и стабильность Microsoft Edge была улучшена. Авто-завершение было обновлено, чтобы позволить пользователю проще редактировать конец URL в адресной строке. - Дополнительные улучшения стабильности Bluetooth. - Решены вопросы о переходе активного профиля сотовой связи на устройствах с двумя SIM картами. - Профили данных теперь корректно восстанавливается в из опыта коробки, который позволит предотвратить некоторые устройства от отправки или приема MMS-сообщений. |  |
| 10.0.10586.107 Версия 1511 | Ранний доступ: 10 февраля 2016 Поздний доступ: 11 февраля 2016 Предварительный релиз: 10 февраля 2016 Публичный релиз: 17 февраля 2016 | Исправление ошибок - Исправления не хватает плитки после прохождения из опыта коробки - Улучшает поддержку Рассказчик на нескольких языках - Улучшенный опыт сброса при использовании шифрования BitLocker и / или устройства шифрования |  |
| 10.0.10586.122 Версия 1511 | Ранний доступ: - Поздний доступ: 2 марта 2016 Предварительный релиз: - Публичный релиз: 2 марта 2016                                   | Исправление ошибок и изменения - Исправлена ошибка со входом в аккаунт Microsoft при использовании OOBE - Исправлена ошибка, из-за которой в некоторых сетях Wi-Fi отключалась синхронизация данных - Исправлена ошибка, которая в Microsoft Edge препятствовала вводу с клавиатуры Word Flow на некоторых сайтах - Увеличена скорость прорисовки миниатюр для видео в портретной ориентации съёмки - Улучшен тетеринг интернета в некоторых конфигурациях сетей - Усовершенствован процесс регистрации IMS в некоторых сетях сотовой связи - Увеличено качество записи видео на карты памяти - Увеличена общая стабильность работы операционной системы, надёжность работы стартовой страницы, системы обновления приложений и приложения для отправки отзывов о функционировании Windows 10 Mobile - Увеличена надёжность срабатывания будильника - Внесены усовершенствования в систему управления фоновыми процессами и снижено потребление энергии фоновыми задачами - Усовершенствован процесс обмена данными в сотовых сетях на устройствах с двумя SIM-картами |  |
| 10.0.10586.164 Версия 1511 | Ранний доступ: - Поздний доступ: - Предварительный релиз: 2 марта 2016 Публичный релиз: 8 марта 2016                                   | Исправление ошибок и изменения - Сохранение скриншотов стало работать быстрее - Воспроизведение видео стало более плавным - Улучшено открытие PDF-файлов в Microsoft Edge - Улучшена стабильность для уведомлений приложений, в том числе текстовых сообщений и оповещений, которые не оповещали вовремя - Есть улучшения для резервного копирования данных и текстовых сообщений, чтобы уменьшить использование батареи - Есть исправления для Microsoft Edge, когда предложения в адресной строке показывались поздно или оставались во время навигации, функция «Закрыть все вкладки» не закрывала все вкладки, а Word Flow в адресной строке не функционировала должным образом - Исправлена проблема, когда учетная запись Microsoft не была обнаружена в почтовом клиенте Outlook, Outlook Calendar и приложении «Люди». Попытка добавить новый контакт в этом состоянии приводила к сбою приложения «Люди» у некоторых пользователей - Исправлена проблема, когда у некоторых пользователей временно отключалось соединение Wi-Fi после длительного использования - Исправлена проблема, когда установка обновлений для приложений приводила к сбою установки у некоторых пользователей, оставляя приложения в состоянии, когда они не могут быть запущены - Есть улучшения для использования батареи, подключения Bluetooth и стабильности ОС |  |
| 10.0.10586.218 Версия 1511 | Ранний доступ: - Поздний доступ: - Предварительный релиз: 12 марта 2016 Публичный релиз: 12 апреля 2016                                | Исправление ошибок и изменения - Microsoft Edge теперь требует подтверждения загрузки файла перед её началом - Microsoft Edge теперь может продолжать загрузку файла в фоне - Визуальная голосовая почта теперь поддерживается на телефонах с двумя сим-картами - Общие улучшения отзывчивости, стабильности и скорости работы системы - Улучшения в работе Bluetooth-соединений - Улучшение отзывчивости чтения текста с помощью Cortana - Улучшения в режиме работы «Тихие часы» - Повышена отзывчивость Магазина - Улучшение соединения с ПК посредством USB-кабеля для некоторых устройств, обновлённых с Windows Phone 8.1 - Устранена проблема, при которой иногда воспроизведение аудио с помощью Groove Music и других аудиоплееров прерывалось, если дисплей устройства выключен - Устранена проблема, при которой Edge не мог загрузить веб-страницу, открытую по ссылке из другого приложения - Устранена проблема, при которой некоторые приложения не могли получить и установить обновления - Устранена проблема, при которой некоторые приложения показывали пустые плитки после обновления с Windows Phone 8.1 |  |
| 10.0.10586.242 Версия 1511 | Ранний доступ: - Поздний доступ: - Предварительный релиз: 27 апреля 2016 Публичный релиз -                                             | Исправление ошибок и изменения - Улучшена совместимость с приложениями - Улучшение отзывчивости системы - Повышена надежность напоминаний - Устранена проблема, при которой устройство после обновления до Windows 10 могло потерять соединение для передачи данных и сенсорный ввод - Устранена проблема, при которой SD-карты памяти не распознавались |  |
| 10.0.10586.318 Версия 1511 | Ранний доступ: - Поздний доступ: - Предварительный релиз: 10 мая 2016 Публичный релиз: 10 мая 2016                                     | Исправление ошибок и изменения - Общие улучшения отзывчивости, стабильности и скорости работы системы - Улучшение надежности соединения посредством USB-C - Улучшение надежности работы устройства в режиме точки-раздатчика интернета - Устранена проблема, вызывавшая сильное потребление заряда аккумулятора, когда дисплей устройства выключен - Устранена проблема, вызывавшая на устройствах ошибки 0x800f081f или 0x80070570 при скачивании и установке обновления - Устранена проблема, при которой отклонение входящего сообщения вызывало невозможность продолжить воспроизведение аудиофайла - Устранена проблема, при которой режим Тихие Часы не мог установить ежедневные правила - Устранена проблема, при которой некоторые веб-страницы в Microsoft Edge могли вызвать зависание устройства или его перезагрузку - Устранена проблема, при которой текущая видеозапись могла быть безвозвратно утрачена, если устройство принимает входящий звонок - Устранена проблема, при которой панель навигации накладывалась на некоторые приложения на ряде устройств |  |
| 10.0.10586.420 Версия 1511 | Ранний доступ: - Поздний доступ: - Предварительный релиз: 15 июня 2016 Публичный релиз: 15 июня 2016                                   | - исправлена проблема, которая могла приводить к расходованию заряда батареи при синхронизации почты с использованием протокола IMAP, - повышена стабильность и точность сервиса «Карты», минимизированы задержки при автомобильной навигации, - улучшена синхронизация текстовых сообщений с облаком, - снижено время, которое проходит с момента появления надписи «До свидания» до окончательного выключения смартфона, - исправлены проблемы с добавлением основной учетной записи Microsoft, установки клавиатуры и языка после апгрейда некоторых смартфонов на Windows Phone 8.1, - время отсрочки перезагрузки смартфона и установки полученного обновления снижено с 14 до 7 дней, - исправлена проблема, из-за которой при получении SMS смартфон переставал звонить во время входящего вызова, - исправлена проблема с нестабильной работой Project My Screen на некоторых моделях, - улучшена работа ассистента Cortana, включая исправление такой проблемы, как прекращение работы во время поиска, а также аккуратная обработка летнего времени в календаре и уведомлениях. |  |

## Устройства
На 2023 г. было известно о следующих устройствах:
- Freetel Katana 01, Katana 02
- Acer Jade Primo, Liquid M320 и M330
- Greanee WPJ40
- Microsoft Lumia 950, 950 XL[13], 550[14], 650, а также
  - 430
  - 435
  - 532
  - 535
  - 540
  - 550
  - 635 (версия с 1 ГБ ОЗУ)
  - 638
  - 640
  - 640 XL
  - 730
  - 735
  - 830
  - Icon[15]
  - 930
  - Nokia Lumia 1520.
- Quanta MTP8952
- Alcatel OneTouch Fierce XL, Idol 4s 6071w, Idol 4s 6077 Pro.
- Archos 50 Cesium
- NuAns Neo
- HTC One M8 for Windows
- HP Elite X3
- Xiaomi Mi4 с LTE

## Поддержка
Microsoft прекратила поддержку последней версии Windows 10 Mobile 14 января 2020 года.
| Сведения о поддержке Windows 10 Mobile | Сведения о поддержке Windows 10 Mobile | Сведения о поддержке Windows 10 Mobile |
| -------------------------------------- | -------------------------------------- | -------------------------------------- |
| Версия                                 | Дата выхода                            | Окончание поддержки                    |
| 1511                                   | 16 ноября 2015 года                    | 9 января 2018                          |
| 1607                                   | 16 августа 2016 года                   | 9 октября 2018                         |
| 1703                                   | 25 апреля 2017 года                    | 11 июня 2019                           |
| 1709                                   | 17 октября 2017 года                   | 14 января 2020                         |

## Окончание поддержки игр и приложений в Microsoft Store
В 2019 году Facebook заявил, что больше не будет поддерживать свои приложения на Windows Phone. Приложения Facebook, Facebook Messenger, WhatsApp, Instagram будут недоступны для этих мобильных устройств, но пользователь может установить их на персональный компьютер с Windows 10. Данное решение было принято в связи с прекращением поддержки Windows 10 Mobile.